# Acronicta decyanea
Acronicta decyanea là một loài bướm đêm trong họ Noctuidae.